# Quintus Marcius Barea Soranus
Quintus Marcius Barea Soranus was een Romeinse senator uit de 1e eeuw. Hij was lid van de Gens Marcia.
Hij was de zoon van Quintus Marcius Barea, consul suffectus in 26. Zijn broer was Quintus Marcius Barea Sura, een vriend van de toekomstige keizer  Vespasianus. Zijn nichten waren  Marcia, de moeder van  Ulpia Marciana en de toekomstige keizer Trajanus. Soranus was geboren en getogen in  Rome, hij groeide op bij Publius Egnatius Celer.
Zijn dochter, Marcia Servilia Sorana, was getrouwd met de senator Annius Pollio. Soranus werd consul suffectus in 52 en (misschien in 61) Proconsul van Asia.